# Jabuka (Operette)
Jabuka ist eine Operette in drei Akten von Johann Strauss (Sohn). Das Werk ist auch unter dem Titel Das Apfelfest bekannt. Das Libretto stammt von Gustav Davis und Max Kalbeck. Die Uraufführung fand am 12. Oktober 1894 im Theater an der Wien in Wien statt. Strauss komponierte dieses Werk zu seinem eigenen 50-jährigen Jubiläum als Musiker (im Jahr 1844 war er erstmals mit seinem Orchester öffentlich aufgetreten).

## Entstehungsgeschichte und Rezeption
Die Forschung geht davon aus, dass sich Johann Strauss für das slawische Thema seit 1892 interessierte, nach dem er von der Oper Die verkaufte Braut von Bedřich Smetana dafür inspiriert wurde. Für das Libretto gab es zwei Autoren, wobei Max Kahlbeck für die allgemeine Handlung zuständig war, während Gustav Davis die Gesangstexte verfasste. Bald kam es zum Streit zwischen den beiden. Während Kahlbeck versuchte den Komponisten in Richtung Oper zu führen, versuchte Davis diesen davon abzuhalten und der Form der Operette treu zu bleiben. Unter diesem Konflikt litt auch Strauss. Heraus kam ein Werk mit einem schwachen Libretto und musikalisch gesehen ein Zwitter zwischen Oper und Operette. Der musikalische Wert des Werkes wurde von Anfang an unterschiedlich bewertet. Die Couplets, die bei den ersten Aufführungen von Alexander Girardi gesungen wurden, galten als Erfolg. Der Dirigent der weiter unten erwähnten CD-Einspielung, Christian Pollack, betrachtet zumindest die Ensembles und Chöre des Werkes als mit zu den besten Werken von Johann Strauss gehörend. Andere Kritiker äußerten schon bei der Uraufführung Zweifel an der musikalischen Qualität des Werkes. Die Uraufführung der Operette war ein großer Erfolg, aber bereits die zweite Vorstellung wurde vom Publikum viel zurückhaltender aufgenommen. Letztlich konnte das Werk nicht an die Erfolge anderer Strauss-Operetten wie z. B. Die Fledermaus oder Der Zigeunerbaron anknüpfen. Es verschwand bald wieder von den Spielplänen.

## Handlung
Die Brüder Mirko und Vasil leben in der Gemeinde Gradinaz im serbischen Süd-Ungarn. Sie sind in finanzielle Schwierigkeiten geraten. Zur Lösung dieser Probleme bieten sie dem Fabrikbesitzer Bambora ihre alte heruntergekommene und teilweise verfallene Burg zum Kauf an. Bald taucht der Gerichtsvollzieher Joschko auf, und die beiden Brüder befürchten nun, dass er mit der Pfändung der Burg auch noch den Verkauf der Burg verhindern könnte. Zwischenzeitlich erscheint Bauer Mischa, der auf dem Weg zum Apfelfest in Ravica ist, aber durch eine Wagenpanne in Gradinaz hängen geblieben ist. In seiner Begleitung befindet sich seine Tochter Jelka, die auf dem besagten Apfelfest als Schönheitskönigin fungieren soll. Mirko flirtet mit Jelka, die ihn aber zurückweist. Daraufhin schmiedet Mirko einen Plan, wie er doch noch Jelka gewinnen könnte. Es gelingt ihm ausgerechnet den Gerichtsvollzieher für seine Zwecke einzuspannen. Dieser soll mit seinem Wagen vorfahren und Jelka angeblich zum Apfelfest nach Ravica bringen. In Wirklichkeit aber wird sie zum Anwesen von Mirko gebracht. Dort wird nun ein Fest arrangiert und Jelka wird vorgespielt, sie befände sich wie geplant auf dem Fest in Ravica. Zunächst verläuft alles nach Plan. Dann aber verrät Joschko den Plan. Jelka und ihr Vater sind verärgert und wollen sofort abreisen. Doch dann gelingt es Joschko, seinen Fehler wieder gut zu machen. Er kann erfolgreich zwischen den Parteien vermitteln und dann werden Mirko und Jelka ein Paar. Doch damit nicht genug. Mirkos Bruder verlobt sich mit der Tochter des Fabrikbesitzers, der dieser Beziehung zustimmt. Durch die geplante Einheirat in die Familie des reichen Fabrikbesitzers sind auch die finanziellen Probleme der Brüder gelöst. Man feiert ein neues Fest und alles endet entsprechend der Operetten-Tradition mit einem Happy End.

## Musiknummern
Auf der weiter unten erwähnten Naxos-CD sind folgende Musiktitel der Operette zu hören, die nach den Angaben des Booklets aus der Originalpartitur des Komponisten stammen:
- Einleitung: Jabuka wird gefeiert heut (Staklo, Chor)
- Terzett mit Chor: Ihr Burschen und Diener, hallo macht Platz! (Mirko, Vasil, Staklo, Chor)
- Couplet: Im ganzen Land bin ich bekannt (Joschko)
- Sextett: Zivio, Zivio! Lasst die Gläser erklingen! (Mirko, Joschko, Franjo, Annita, Vasil, Bambora)
- Ensemble: Zu Hilfe, Zu Hilfe! Ihr Leute herbei(Jelka, Petrija, Mischa, Staklo)
- Ensemble: Was seh ich? (Jelka, Petrija, Mirko, Mischa, Joschko, Staklo)
- Duett: Vergebens, dass ich spähe, verlassen liegt der Ort! (Jelka, Mirko)
- Finale I: Heraus da! Heraus! Näher Weib und Mann (Alle)
- Introduktion (zum 2. Akt): Draußen gibt es weit und breit Jubel und Tanz (Sava, Mirko, Chor)
- Duett: Es war einmal, Es war einmal im Märchen nur (Annita, Vasil)
- Quintett: So bitte ich, nur herein (Joschka, Jelka, Sava, Petrija, Mirko)
- Couplet: Wie die Chroniken vermelden (Joschko, Annita, Mirko, Vasil, Bombora)
- Finale II: Näher, näher nur herbei! (Alle)
- Entr’acte (Zwischenspiel zum 3. Akt)
- Ensemble und Lied: So frech uns zu stören unser Plaisir (Bambora, Mischa, Chor)
- Couplet: Mit den schlechten Zeiten ist es jetzt vorbei... Das Comitat geht in die Höh (Joschko)
- Lied: Sag doch (Frauenchor, Jelka)
- Quartett: Sieh die Sonne verlüh'n in Pracht (Jelka, Mirko, Annita, Vasil)
- Finale III: Ob auch das Glück uns warten lässt (Alle)

## Musikalische Weiterverwendung
Nach Motiven aus dieser Operette entstanden dann eigenständige Werke des Komponisten die in seinem Werkverzeichnis mit den Opus-Zahlen 455 bis 460 gekennzeichnet sind. Dabei handelt es sich um folgende Werke:
- Ich bin dir gut!, Walzer, Opus 455, gewidmet Julie Kahlbeck der Frau von Max Kahlbeck dem Mitlibrettisten
- Živio!, Marsch, Opus 456 *
- Das Comitat geht in die Höh!, Polka schnell, Opus 457 *
- Tanze mit dem Besenstiel, Polka francaise, Opus 458 *
- Sonnenblume, Polka Mazurka, Opus 459*
- Jabuka-Quadrille, Opus 460 *

Die markierten Nummern wurden von Kapellmeister Louis Roth arrangiert und im Original nur als Klavierauszug hergestellt. Eine Orchesterfassung hat erst Christian Pollack für die Gesamteinspielung der Orchesterwerke von Johann Strauss (Sohn) auf 52 CDs (erschienen beim Label Naxos) erstellt.

## Tonträger
Im Jahr 2007 brachte das Label Naxos eine Einspielung der Operette auf 2 CDs heraus. Unter der Leitung von Christian Pollack spielten und sangen das European Johann Strauss Orchestra und der Gaudeamus Choir Brno. Als Solisten wirkten u. a. Thomas Tischler, Wolfgang Veith, Michael Schober, Veronika Groiss, Elisabeth Wolfbauer u.v.m mit.